# Rちゃん
Rちゃん（アールちゃん、1996年8月4日 ‐ ）は、日本の女性YouTuber、ファッションデザイナー、実業家、元AV女優(新道ありさ)、元読者モデル。株式会社ariu代表。本名は大野 茜里（おおの あかり）。愛称はカリちゃん。

## 来歴
1996年8月4日、愛知県稲沢市に三人姉妹の次女として生まれる。実家は寺で、父が住職である。
高校時代、本名の「大野茜里」名義でファッション雑誌『Popteen』の読者モデルとして活躍。「あちゃめろ」という愛称で親しまれ、ミクチャでの動画配信も行なっていた。
2013年11月20日、日本ツインテール協会の専属モデルに就任。2014年3月27日、『関東ハイスクールミスコン2014』のファイナリストに選出。
2015年3月、ファッション科の高等学校を卒業。4月、名古屋モード学園ファッションデザイン学科に進学。
2018年3月、名古屋モード学園を卒業。就職先が決まっていたものの、インターネット上での炎上や悪評を理由に企業から内定を取り消されたため、起業を決意。
2018年10月17日、株式会社ariu（アリウ）を設立し、海外からファッションアイテムを輸入して販売するECサイトを運営。2019年、自身がデザインを手がけるアパレルブランド「Riu（リウ）」を展開。
2019年9月26日、YouTubeチャンネル「Rちゃん」を開設し、YouTuberとして活動を開始。
2021年11月17日より、ABEMAの恋愛リアリティ番組『シャッフルアイランド』でMCを担当。
2022年8月4日、ランジェリーブランド「LEMURA（レミュラ）」のプロデュースを開始。2023年8月4日には、カラコンブランド「Quprié（キュプリエ）」のプロデュースを開始。
2024年10月23日より、TOKYO MXの恋愛情報番組『Trend Labo TV ～girls talking～』にレギュラー出演。
2024年12月11日、フォトエッセイ『死ぬことが決まっているのなら』を出版。

## 人物
20歳過ぎから美容整形を始め、費用総額は2024年10月時点で3000万円に上る。
過去には過度なダイエットから摂食障害を発症し、中学時代には拒食症、高校時代には過食嘔吐を患っていた。
2023年には子宮頸癌手前の高度異形成が判明し、円錐切除の手術を受けた。
ボーイズグループ「JO1」の川尻蓮のファンであることを公言している。
恋愛事情についても赤裸々に告白している。2015年にはのちにYouTuberとして活動するみっき〜こと正宗幹也とTwitter上で公開恋愛しており、カップル「みきめろ」としてファンから親しまれていた。2021年には元ジャニーズJr.の仲村陸との交際を公表した。
2022年にはボーイズグループ「BE:FIRST」のRYOKIこと三山凌輝と1年間の交際を経て婚約するも、入籍はせず2024年に破局。その際に婚約をめぐる金銭トラブルがあったとして、2025年に『週刊文春 電子版』が「BE:FIRST三山凌輝が"結婚詐欺"1億円を貢がせていた」と題した記事を報じ、話題となった。
2025年にはヒカルのYouTubeチャンネルで『第1回彼氏オーディション』を開催し、最終的に選ばれた会社員のとしぴこと吉田俊家と交際に至った。

## 事業
- 株式会社ariu（2018年10月17日） - 代表[1]
  - アパレルブランド Riu（2019年） - デザイナー[1]
- 株式会社コントリビューション ランジェリーブランド LEMURA（2022年8月4日） - プロデューサー[6][7]
- 株式会社T-Garden カラコンブランド Quprié（2023年8月4日） - プロデューサー[8]

## 出演

### テレビ番組
- Trend Labo TV ～girls talking～（TOKYO MX、2024年10月23日） - Rちゃん名義 レギュラー[9]
- 大悟の芸人領収書（日本テレビ、2025年6月30日、2025年7月7日） - Rちゃん名義 ゲスト

### ウェブ番組
- シャッフルアイランド（ABEMA SPECIAL、2021年11月17日 - 2022年1月5日） - Rちゃん名義 MC[5]

## 書籍

### フォトエッセイ
- 死ぬことが決まっているのなら（KADOKAWA、2024年12月11日） - Rちゃん名義[10]

### 雑誌
- Popteen（角川春樹事務所） - 大野茜里名義 読者モデル